# Jovan Dragaš

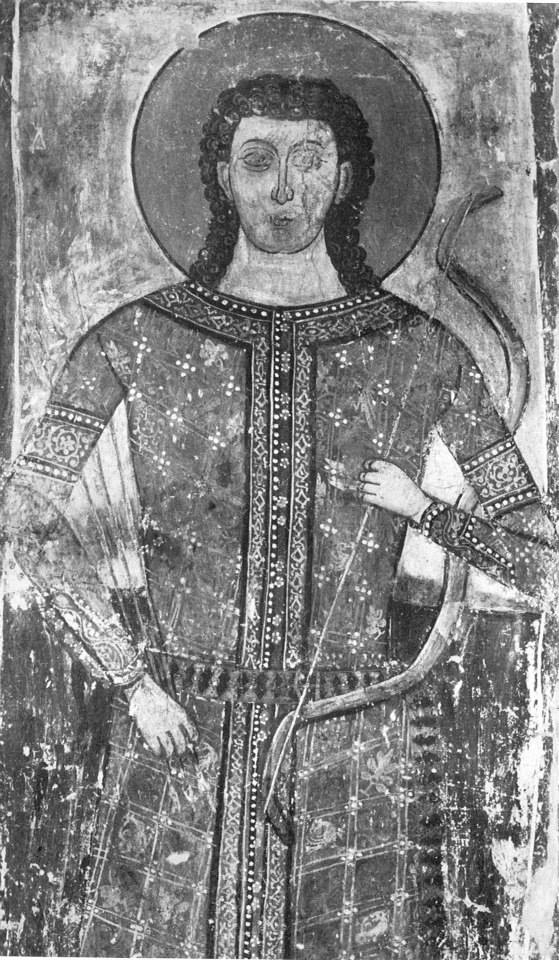
Jovan Dragaš (?) auf einem Fresko im Beluća-Kloster bei Trstenik

Jovan Dragaš (auch Jovan Dejanović; serbisch-kyrillisch Јован Драгаш; mittelgriechisch Ἰωάννης Δραγάσης; * 1343; † 1378) war ein serbischer Magnat in Makedonien, der ab 1371 die hohe Würde eines Despoten trug. 

## Leben
Jovan Dragaš war der älteste Sohn des serbischen Sebastokrators Dejan und der bulgarischen Boljarentochter Teodora Nemanjić, einer Schwester des serbischen Zaren Stefan Uroš IV. Dušan. Seine mütterlichen Großeltern waren der serbische König Stefan Dečanski und Teodora, Tochter des bulgarischen Zaren Smilez. Die Familie kontrollierte die Region von Kumanovo östlich der Skopska Crna Gora sowie das obere Strumatal mit Welbaschd.
Nach dem Tod ihres Vaters um 1365 gerieten die noch jugendlichen Brüder Jovan und Konstantin Dragaš in die Abhängigkeit der mächtigen Serbenfürsten Vukašin und Uglješa Mrnjavčević, die in Makedonien de facto für Zar Stefan Uroš V. die Herrschaft ausübten. Die Mrnjavčevići setzten den Herrn von Slavište, Vlatko Paskačić, als Verweser der Region zwischen Vardar und Struma ein. Jovan und Konstantin wurde dafür der größte Teil der ehemaligen Domänen des Despoten Jovan Oliver zugesprochen, obwohl dieser bei seinem Tod sechs Söhne hinterlassen hatte.
Infolge der Niederlage der Mrnjavčevići gegen die Türken in der Schlacht an der Mariza (1371) wurden Jovan und Konstantin Dragaš 1373 Vasallen des osmanischen Sultans Murad I. Sie konnten sich jedoch als quasi-autonome Herrscher in Nordostmakedonien halten und ihre Domänen sogar südwärts um Štip, Strumica und Melnik erweitern. Ihre Haupteinkünfte bezogen die Dragaš-Brüder, die auch eigene Münzen schlagen ließen, aus den Bergwerken von Kratovo und Zletovo sowie dem Getreidehandel. Sie pflegten enge Beziehungen zu ihren christlichen Nachbarn und unterhielten die Klöster des Athos, darunter Hilandar, Pantaleimon und Vatopedi.
Jovan  Dragaš starb 1378. Sein Bruder Konstantin wurde 1392 Schwiegervater des byzantinischen Kaisers Manuel II. Palaiologos und blieb bis zu seinem Tod 1395 als osmanischer Vasall Herr über das nordöstliche Makedonien.